# Obergericht für Geistiges Eigentum
Das Obergericht für Geistiges Eigentum (jap. 知的財産高等裁判所, Chiteki-zaisan kōtō-saiban-sho) in Kasumigaseki, einem Stadtteil des Tokioter Stadtbezirks Chiyoda, ist ein japanisches Obergericht.
Das Obergericht für Geistiges Eigentum wurde am 1. April 2005 als eine Zweigstelle des Obergerichts Tokio gegründet. Diesem war bereits zuvor die ausschließliche Zuständigkeit für Beschwerden in Patentsachen zugewiesen, die nunmehr ebenso wie weitere Streitigkeiten aus dem Gebiet des geistigen Eigentums durch das Obergericht für Geistiges Eigentum wahrgenommen werden.

## Präsident
- Katsumi Shinohara (篠原 勝美; April 2005–Mai 2007)
- Tomokatsu Tsukahara (塚原 朋一; Mai 2007–August 2010)
- Tetsuhiro Nakano (中野 哲弘; seit August 2010)